# Анттила, Сельма
Сельма Мария Анттила (урожденная Хеландер, 16 декабря 1867, Ориматтила — 15 мая 1942, Хельсинки) — финская писательница.

## Биография
Родителями Сельмы были кузнец Карл Хенрик Хеландер и Ульрика Абрахаминтьяр Эерола. Сельма окончила женскую школу в 1886 году и аспирантуру в 1889 году. Затем работала в Хельсинки экономистом в Народном доме, медсестрой и учительницей начальной школы в пригороде Хельсинки Сёрняйнен до 1893 года. В том же году вышла замуж за издателя и переводчика Вернера Анттила. Была директором начальной школы Тампере с 1894 по 1903 год. Социальная активность Сельмы Анттила, проявилась в основании детского ясли-сада в Тампере, работы секретарем Ассоциации финских женщин, основании финской ассоциации мира и театральной ассоциации Тампере.

## Произведения
Многие работы Анттилы основаны на её личном опыте, например, Жертва (Uhri, 1922), где «жертвой» стал её собственный сын Тауно Хейкки Анттила (р. 1897), погибший в Беломорской Карелии в 1918 году. В Семья Пыры (Pyryn perhe, 1937) описываются её детские воспоминания в Ориматтиле. В 1923 году Анттила получил Государственную литературную премию за свой роман Жертва, а премию Бергбома получила её пьеса Подмена (Vaihdokas, 1912)

### Романы, рассказы

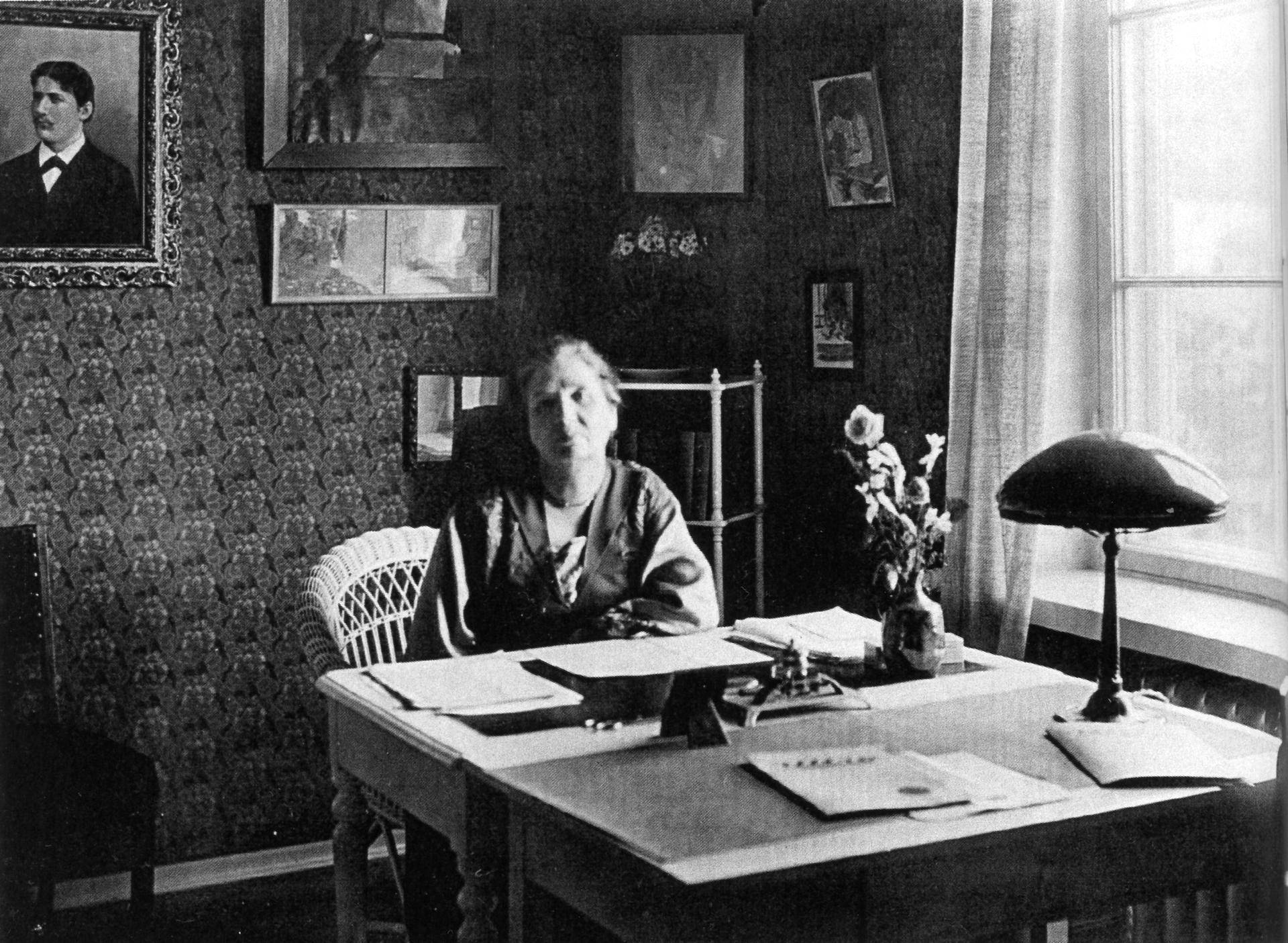
Сельма Анттила в 1920 году

- Молодежь Халлимы: современное описание (Hallimajan nuoret: kuvaus nykyajalta, 1907)
- Дитя города (Kaupungin lapsi,1909)
- Жертва (Uhri,1922)
- Семья Пыры (Pyryn perhe,1937)
- Юное купечество (Nuoret kauppiaat, 1938)
- В чистилище жизни (Elämän kiirastulessa, 1940)

### Сборники рассказов
- Картины рабочего города (Kuvia työväen kaupungista, 1904)
- Противоречия (Ristiriitoja, 1912)
- Наконец он переоделся (Hän muutti vihdoinkin vaatteet, 1929)

### Пьесы
- Подмена (Vaihdokas, 1912)
- Середина лета (Juhannuksena, 1920)
- Два лица (Kahdet kasvot, 1923)
- Дуэль в студии (Kaksintaistelu ateljeessa, 1935)